# Alexander Gogel
Isaäc Jan Alexander Gogel, né à Vught le 10 décembre 1765 et mort à Overveen le 13 juin 1821, est un homme politique néerlandais.

## Biographie
Alexander Gogel part à 16 ans à Amsterdam pour étudier le commerce. Il fonde sa propre maison de commerce en 1791. Constatant les conséquences d'une aristocratie corrompue et d'un stathouder faible, il est sensible aux idées de la Révolution française. Pour lui, les idéaux démocratiques ne peuvent fonctionner qu'au sein d'un État unitaire.
Avec la révolution batave de 1795, Alexander Gogel travaille dans différents organes locaux, provinciaux ou nationaux. Il participe à l'élaboration de la constitution unitaire de 1798. Unanimement reconnu comme le plus grand spécialiste des finances néerlandaises, il est, en tant qu'agent des Finances, à l'origine de l'amalgame des dettes des provinces en une dette nationale et de l'établissement d'un impôt général, deux sujets extrêmement délicats tout au long de l'histoire de la République batave. Il n'y parviendra que sous le grand-pensionnat de Schimmelpenninck. Il a été plusieurs fois ministre des Finances jusqu'au retour de la maison d'Orange-Nassau. Il refuse tous les postes que le lui propose le roi Guillaume Ier. Il reste toutefois un conseiller de l'ombre sur les questions fiscales et financières jusqu'à sa mort en 1821.

## Fonctions politiques
- 1798 : agent des Affaires Étrangères par intérim ;
- 1798-1801 : agent des Finances ;
- 1801 : ministre des Affaires Intérieures par intérim ;
- 1805-1806 : secrétaire d'État aux Finances ;
- 1806-1809 : ministre des Finances ;
- 1810-1813 : intendant des Finances et du Trésor Public (administration des Finances des départements des Pays-Bas)

## Titres et décorations
- Grand-croix de l'ordre de l'Union, 17 février 1807
- Grand-croix de l'ordre de la Réunion, 22 février, 1812
- Commandeur de la Légion d'honneur, 30 juin 1811
- Chevalier de l'Empire, 1811
- Commandeur de l'ordre du Lion néerlandais, 1815